# Tomapoderopsis flaviceps
Tomapoderopsis flaviceps es una especie de coleóptero de la familia Attelabidae.

## Distribución geográfica
Habita en Nepal y en China.